# Nova Ponente
Deutschnofen tên tiếng Đức; tiếng Ý: Nova Ponente, archaic Nova Teutonica (1209) hoặc Nova (1175); Latin: Nova) là một đô thị ở tỉnh Bolzano-Bozen ở vùng Trentino-Alto Adige/Südtirol của Ý, có vị trí cách khoảng 70 km về phía đông bắc của thành phố Trento và khoảng 30 km về phía bắc của thành phố Bolzano, ở biên giới với Áo. Tại thời điểm ngày 31 tháng 12 năm 2004, đô thị này có dân số 3.670 người và diện tích là 112 km².
Đô thị Deutschnofen có các frazioni (các đơn vị cấp dưới, chủ yếu là các làng) Petersberg (Tiếng Ý: Monte San Pietro) and Sankt Nikolaus/Eggen (Tiếng Ý: San Nicolò d'Ega). Nove Ponente giáp các đô thị: Aldein (Tiếng Ý: Aldino), Bolzano (Tiếng Đức: Bozen), Bronzolo (Tiếng Đức: Bronzoll), Karneid (Tiếng Ý: Cornedo all'Isarco), Laives (Tiếng Đức: Leifers), Welschnofen (Tiếng Ý: Nova Levante), và các đô thị tỉnh Trento Predazzo Tesero, Varena.